# Jaques de Chapeaurouge
Jaques de Chapeaurouge, auch Jacques oder Jacob de Chapeaurouge (* 4. Mai 1744 in Genf; † 16. Januar 1805 in Northeim) war ein Hamburger Kaufmann. Mit seinem vor den Toren Hamburgs angelegten Landschaftsgarten legte er den Grundstein für den heutigen Hammer Park.

## Leben

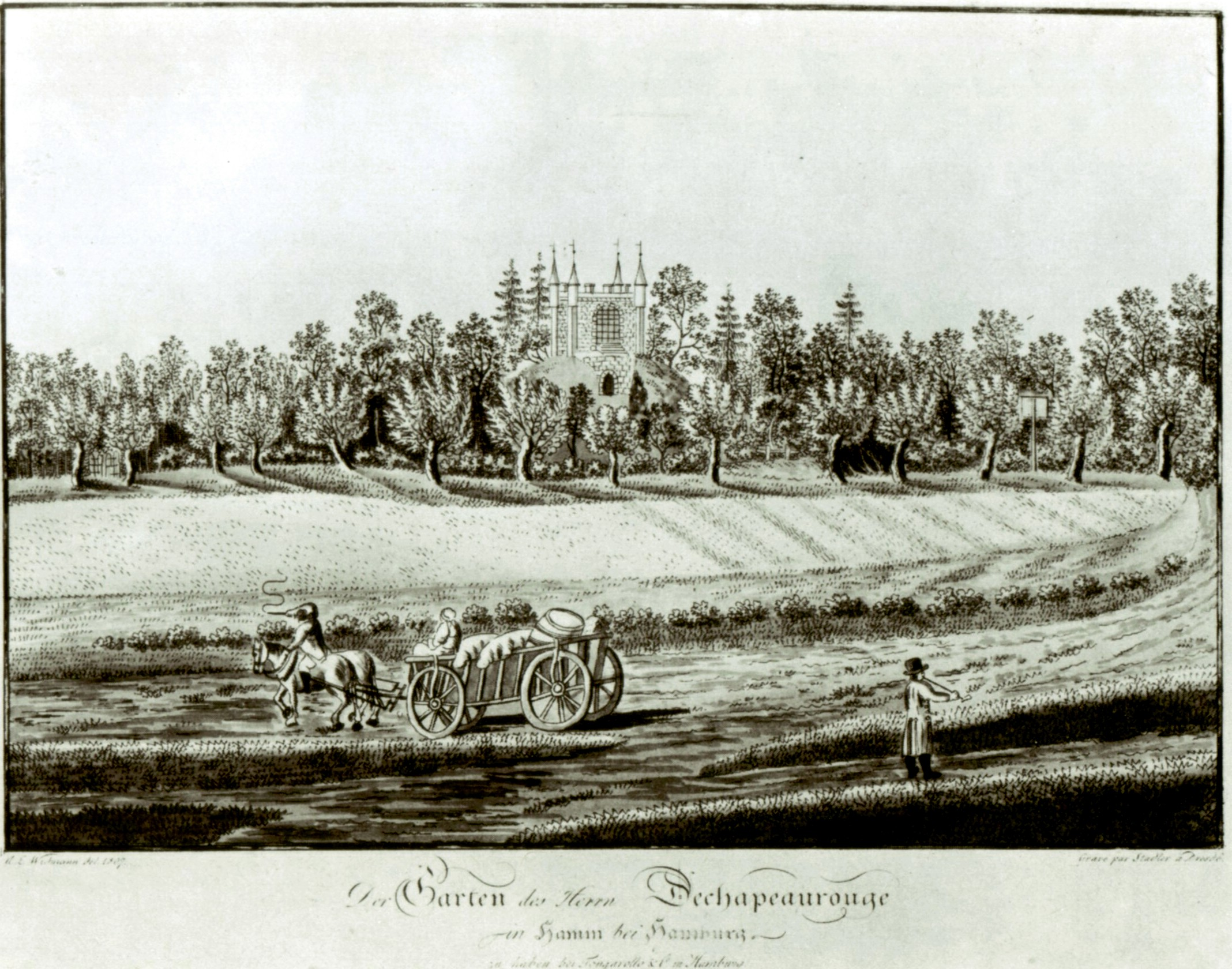
Der „Garten des Herrn de Chapeaurouge in Hamm bei Hamburg“ um 1807

Chapeaurouge entstammte einer alten Genfer Familie, die dort seit dem 15. Jahrhundert ansässig war und in dieser Zeit zahlreiche politische und diplomatische Ämter besetzt hatte. Er selbst wanderte 1764 nach Hamburg ein, fand zunächst eine Anstellung im Handelshaus Diodati & Poppe und wurde vier Jahre später Teilhaber. 1769 erwarb er das Hamburger Bürgerrecht und heiratete Marie Elisabeth Hadorne (1752–1793), deren Eltern ebenfalls aus der Schweiz (Kanton Wallis) eingewandert waren. Geschäftlich wandte sich de Chapeaurouge in der Folgezeit dem Reedereigeschäft zu und erwarb in kurzer Zeit ein ansehnliches Vermögen. Außerdem versah er das Amt des Ältesten (Ancien) der französisch-reformierten Gemeinde Hamburgs.

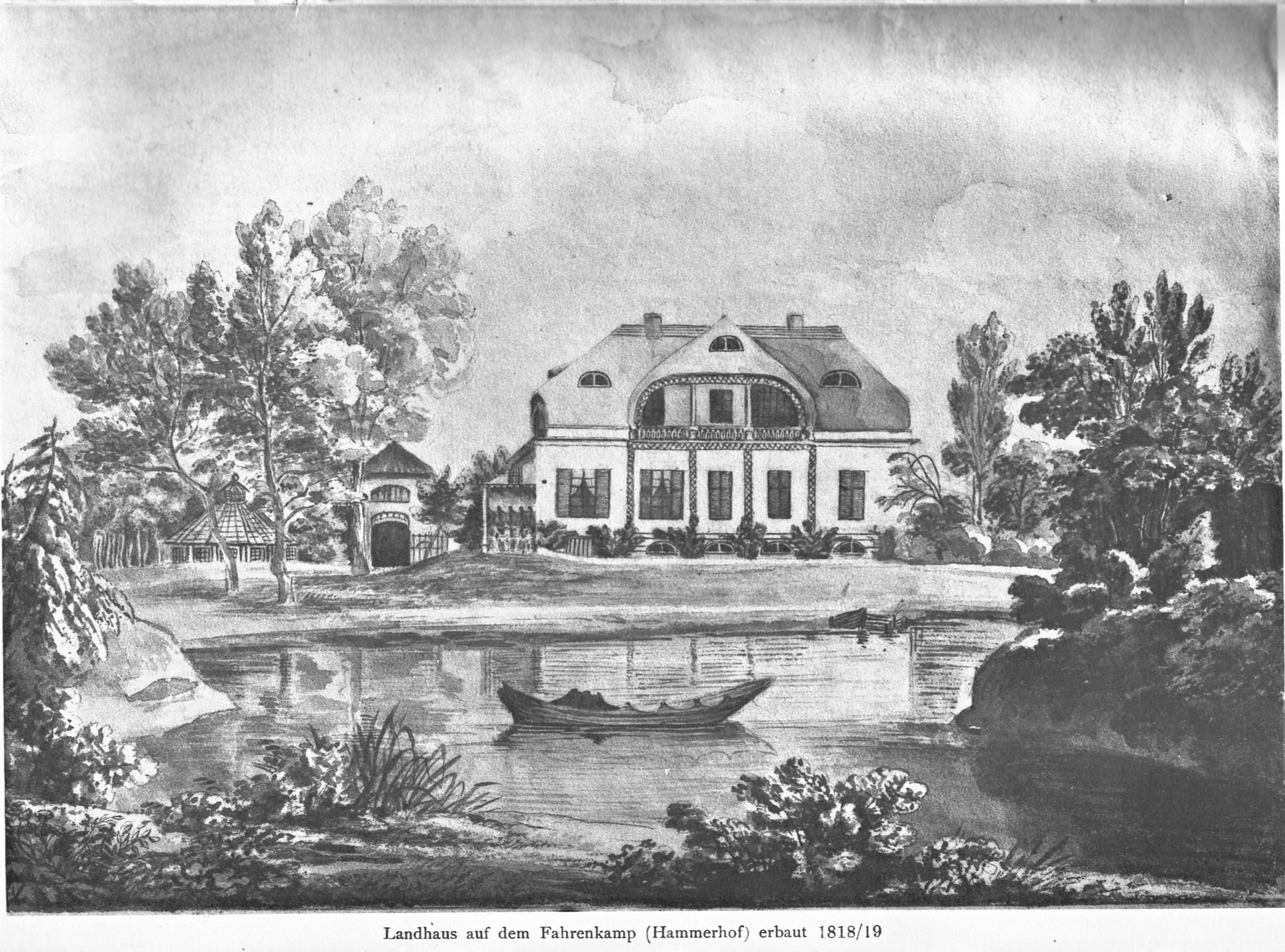
Der „Hammer Hof“ nach dem Umbau um 1820

1773 kaufte er in dem zu Hamburg gehörenden und östlich vor der Stadt gelegenen Dorf Hamm ein größeres Grundstück, den „Hammer Hof“, und ließ darauf ein Landhaus errichten sowie einen – bereits von den Zeitgenossen gerühmten – englischen Landschaftspark anlegen. So heißt es in einer Reisebeschreibung aus dem Jahre 1803:

„Unter den Gärten hamburgischer Gartenliebhaber in dieser Gegend ist der des Herrn Chapeaurouge (...) einer von den ausgezeichnetsten. Mit grossem Vergnügen durchwanderten wir ihn, da er von dem humanen Besitzer der öffentlichen Beschauung offen gelassen wird. Es ist vieles in diesen Gartenanlagen wohl gelungen: die verschiedenen Baum- und Gebüscharten sind mit Verstand angewendet; (...) bequeme Wege durchirren diese beschatteten lieblichen Stellen ohne Zwang und winden sich über weite Grasflächen und an künstlichen Blumenbeeten vorbei. Dort lädt eine künstliche Quelle zum Genuss der Kühle (...). Mehr abgelegen zeigt sich eine künstliche Höhe, ein kleiner Berg, an welchem sich schmale Wege zwischen Fichten und Tannen emporwinden. (...) und noch manche Stelle in diesem schönen Garten ist mir lieb und werth gewesen.“

De Chapeaurouge starb 1805 auf einer Reise in die Schweiz an einem Schlaganfall; er wurde auf dem Northeimer Friedhof begraben. Sein ältester Sohn Jean Dauphin de Chapeaurouge wurde während der französischen Besatzung Bürgermeister in Hamburg; dessen Tochter Caroline Henriette heiratete später den Syndikus Karl Sieveking, der auch den Hammer Hof übernahm und ihn weiter ausbaute.

## Ehrung
Nach Jaques de Chapeaurouge ist der Chapeaurougeweg in Hamburg-Hamm benannt.